# Гора (Асти)
Гора је насеље у Италији у округу Асти, региону Пијемонт.
Према процени из 2011. у насељу је живело 72 становника. Насеље се налази на надморској висини од 230 м.